# Bombarda Blacker
La bombarda Blacker, también conocida como Mortero de espiga de 29 mm, fue un arma antitanque británica creada en los primeros años de la Segunda Guerra Mundial por el teniente coronel Stewart Blacker (1887-1964), miembro del Departamento de Desarrollo de Armas Diversas (DMWD).
Ideada como un medio para equipar a las unidades de la Home Guard con un arma antitanque, en un período de grave escasez de este tipo de armas, en caso de una invasión alemana, solamente fue aceptada después de la intervención de Churchill. A pesar de que había dudas sobre la efectividad de la bombarda, muchas fueron suministradas. Pocas entraron en combate. 
Su diseño sirvió de base para el «Erizo» (Hedgehog), un arma antisubmarina muy eficaz en la batalla del Atlántico.

## Desarrollo

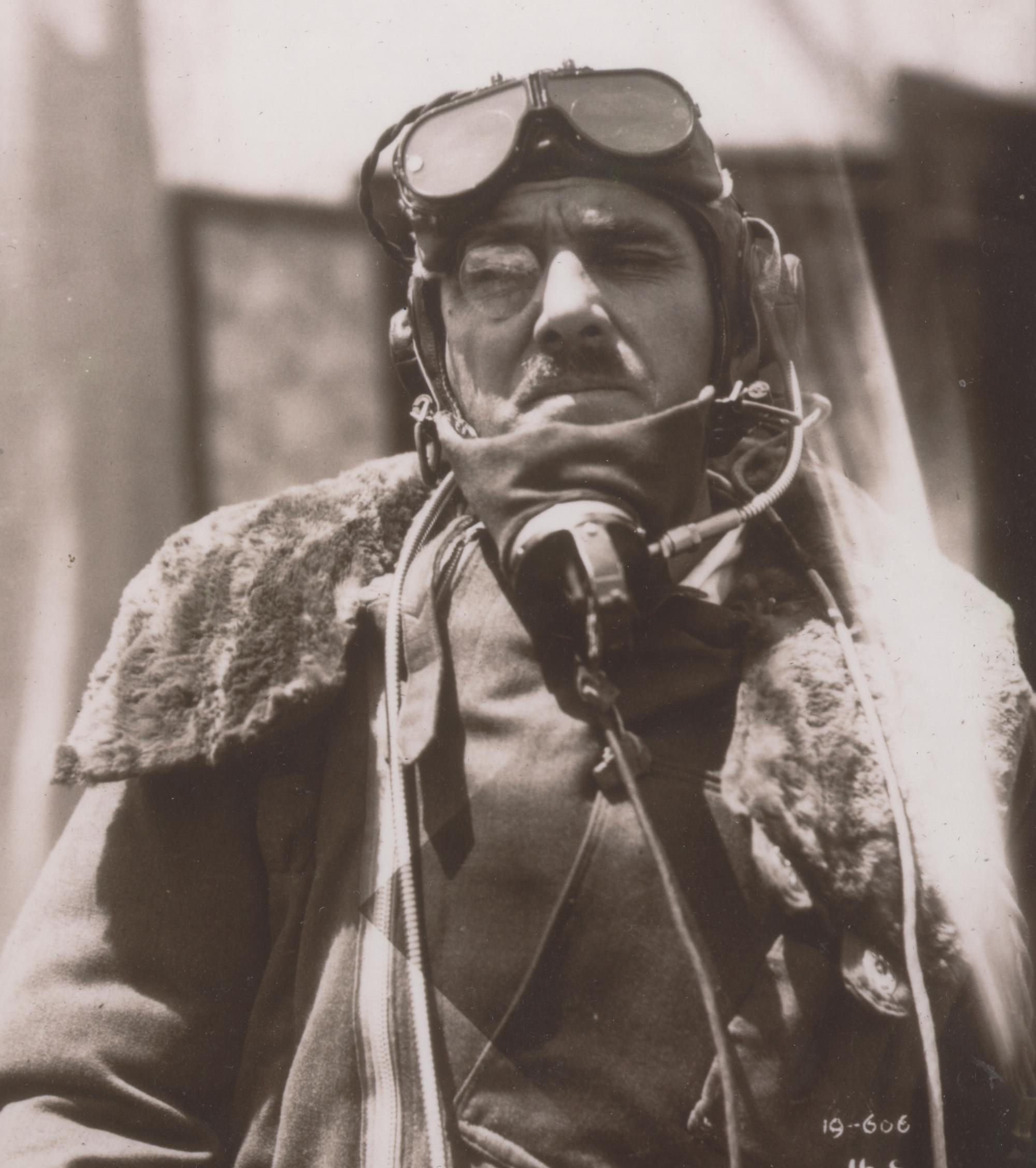
El teniente coronel Stewart Blacker en 1933.

Con el fin de la Batalla de Francia y la evacuación de la Fuerza Expedicionaria Británica desde el puerto de Dunkerque, entre el 26 de mayo y el 4 de junio de 1940, una invasión alemana del Reino Unido parecía cercana. El gobierno británico encabezado por Winston Churchill hizo un llamamiento para seguir combatiendo por todos los medios, en un momento en que los recursos eran escasos y las fuerzas armadas se estaban rehaciendo tras haber escapado de la derrota total en la Batalla de Dunkerque. El Ejército británico no estaba en capacidad de defender al país en semejante caso; en las semanas posteriores a la evacuación de Dunkerque, apenas podía desplegar 27 divisiones. Especialmente estaba escaso de cañones antitanque, ya que había abandonado 840 de estos en Francia y en Inglaterra solamente estaban disponibles 167; la munición era tan escasa para los cañones restantes, que los reglamentos prohibieron el uso de un solo proyectil para fines de entrenamiento.
Dadas estas condiciones, aquellas armas modernas que estaban disponibles fueron suministradas al Ejército británico, mientras que la Home Guard fue forzada a complementar su reducida cantidad de armas y municiones obsoletas con armas ad hoc. Una de estas fue la bombarda Blacker, diseñada por el Teniente Coronel Stewart Blacker y cuyos orígenes se remontan a la década de 1930.
Para la creación de nuevas armas que suplieran las carencias, el Almirantazgo creó el Departamento de Desarrollo de Armas Diversas (DMWD) integrado por científicos, oficiales navales en activo y militares retirados, «un grupo de personajes de lo más excéntrico, pero que se planteaban objetivos muy serios». Uno de ellos era el teniente coronel Stewart Blacker.
Desde que era estudiante Blacker se había interesado por las posibilidades que ofrecían los morteros, especialmente por el uso que le habían dado los japoneses en la guerra ruso-japonesa de 1904-1905. Así se enroló en la artillería, arma en la que sirvió durante la Primera Guerra Mundial. Durante la primera mitad de la década de 1930, Blacker se interesó en el concepto del mortero de espiga. Al contrario de los morteros convencionales, el mortero de espiga no tiene cañón, sino una varilla de acero llamada "espiga" fijada a una plataforma; su proyectil tiene una carga propulsora dentro de su cola. Cuando el mortero iba a ser disparado, la granada era empujada contra la espiga, que detonaba su carga propulsora y la lanzaba por los aires. Blacker empezó a experimentar con la idea, teniendo la esperanza de crear un mortero de pelotón que fuese más ligero que el empleado por el Ejército británico. Esto evolucionó en el Arbalest, que fue enviado al Ejército para ser probado, pero fue rechazado por un mortero español. Sin amilanarse ante este rechazo, Blacker retomó el diseño y tuvo la idea de crear un arma antitanque, a pesar de que inicialmente tuvo dudas al intentar diseñar una porque el sistema de espiga no generaba la velocidad necesaria para penetrar blindaje. Sin embargo, al final tuvo éxito al crear un mortero antitanque, al que llamó bombarda Blacker. Se trataba de un mortero que disparaba una granada propulsada por una carga explosiva situada en su cola, la cual era detonada por una espiga accionada mecánicamente.
Cuando empezó la Segunda Guerra Mundial, Blacker era un Teniente-Coronel en el Ejército Territorial. Él había ofrecido su bombarda al War Office por dos años sin éxito, pero fue introducida al departamento gubernalmental de Investigación de Inteligencia Militar (MIRc), conocido posteriormente como MD1 y al cual se le dio la tarea de desarrollar y suministrar armas que serían empleadas por las guerrillas y grupos de resistencia en la Europa ocupada. Blacker mostró su lista de ideas al jefe del MD1, el Mayor Millis Jefferis, que se ocupó del diseño de la bombarda. Él argumentó que podía servir como artillería de campaña y antitanque, afirmando que tendría capacidades antitanque similares a las del QF de 2 libras aunadas con casi el mismo alcance que el mortero de 3 pulgadas. El Director de Artillería y otros oficiales del gobierno levantaron objeciones, pero el 18 de agosto de 1940 el primer ministro Winston Churchill asistió a una demostración del arma. A Churchill le agradó y ordenó que se fabricara inmediatamente. Serviría como un arma antitanque temporal para la Home Guard, hasta que se le pudiese suministrar más cañones de 2 libras. Esta fue desplegada para defender a Gran Bretaña de la previsible invasión alemana. Pero como finalmente ésta no se produjo, la bombarda Blacker prácticamente no fue utilizada.
El Cuartel General de las Fuerzas Metropolitanas decidió que las bombardas podrían ser útiles como armas antitanque en manos de las fuerzas regulares, así como en la Home Guard. El General Alan Brooke tenía dudas sobre la efectividad del arma, pero creía que su sencillez le permitiría ser empleada por jóvenes soldados. El Comando del Sur encargó 14.000 unidades para ser empleadas por las fuerzas de aquella área; 24 serían suministradas a los regimientos antitanque, 12 a las unidades asignadas a la vigilancia de aeródromos, 8 por brigada y 2 para cada compañía de la Home Guard. Sin embargo, al personal de tierra de la RAF se le prohibió el uso de estas armas, una restricción que se extendió al Regimiento de la RAF cuando éste se formó en 1942.
Sin embargo, la bombarda Blacker sirvió de base para el diseño del arma más importante creada por el DMWD, el «Erizo» (Hedgehog), un arma antisubmarina que fue incorporada en 1943 a los destructores y a las corbetas que escoltaban los convoyes que cruzaban el Atlántico y que resultó muy eficaz, pues hacia el final de la guerra con ella se había conseguido hundir cerca de 50 U-boat alemanes.

## Diseño

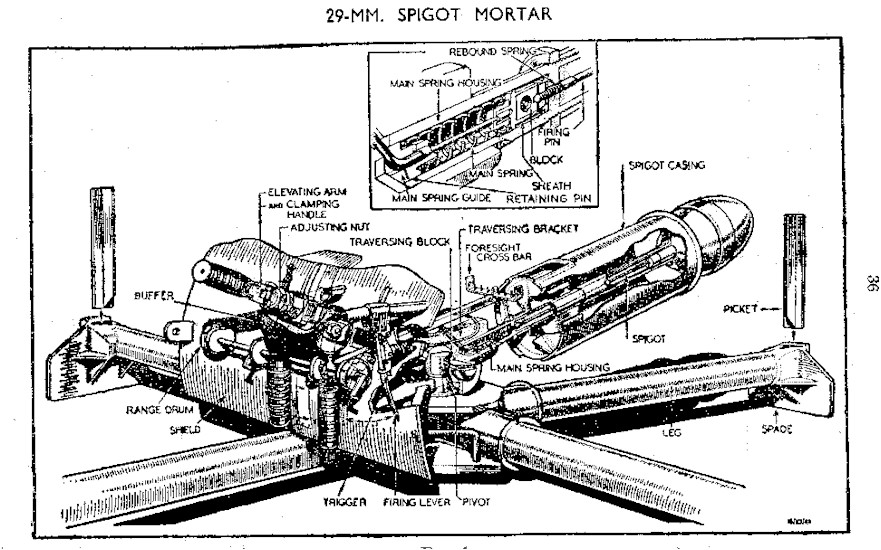
Planos seccionados de la bombarda Blacker.

La bombarda Blacker era un mortero de espiga de 29 mm, que pesaba entre 51 kg (112 libras) y 163 kg (360 libras), montado sobre un pivote. Era capaz de disparar una granada HE de 9 kg (20 libras) a una distancia de aproximadamente 91 m (100 yardas); cuando la granada detonaba, era capaz de producir daños de importancia a un tanque, a pesar de que era poco probable que pudiese perforar el blindaje del vehículo ya que el proyectil no era capaz de alcanzar la velocidad necesaria. Era accionado por un equipo de tres a cinco soldados. La bombarda era considerada más eficaz a corto alcance, atacando los blancos con "considerable éxito" a una distancia de entre 68,58-91 m (75-100 yardas). Era un arma de avancarga y por ende tenía una baja cadencia de disparo, con un promedio de entre seis a doce disparos/minuto; en consecuencia era de vital consideración que el arma estuviese bien camuflada y que impacte el blanco al primer disparo. Se suministraron dos tipos de granadas para el arma - una granada antitanque de 9 kg (20 libras) y una granada antipersona más ligera de 6,35 kg (14 libras), cada bombarda siendo suministrada con 150 granadas antitanque y 100 granadas antipersona. Se descubrió que las granadas antitanque tenían varios problemas. Tenían espoletas insensibles, lo que significaba que con frecuencia atravesaban un blanco sin blindaje y no detonaban, pero cuando lo hacían, las esquirlas volaban hacia los artilleros. La bombarda Blacker podía estar montada sobre un gran afuste cruciforme, o un pedestal de hormigón fijo; en ambos casos usualmente estaría situada al alcance de posiciones defensivas, tales como retenes de ruta. Parece que había una preferencia de emplear la bombarda Blacker en posiciones fijas, con emplazamientos adicionales construidos por los Royal Engineers para ofrecer posiciones alternativas desde donde se podía disparar el arma. En una posición estática, el arma era generalmente emplazada dentro de un pozo con los depósitos de munición al alcance de los artilleros.

## Historial operativo

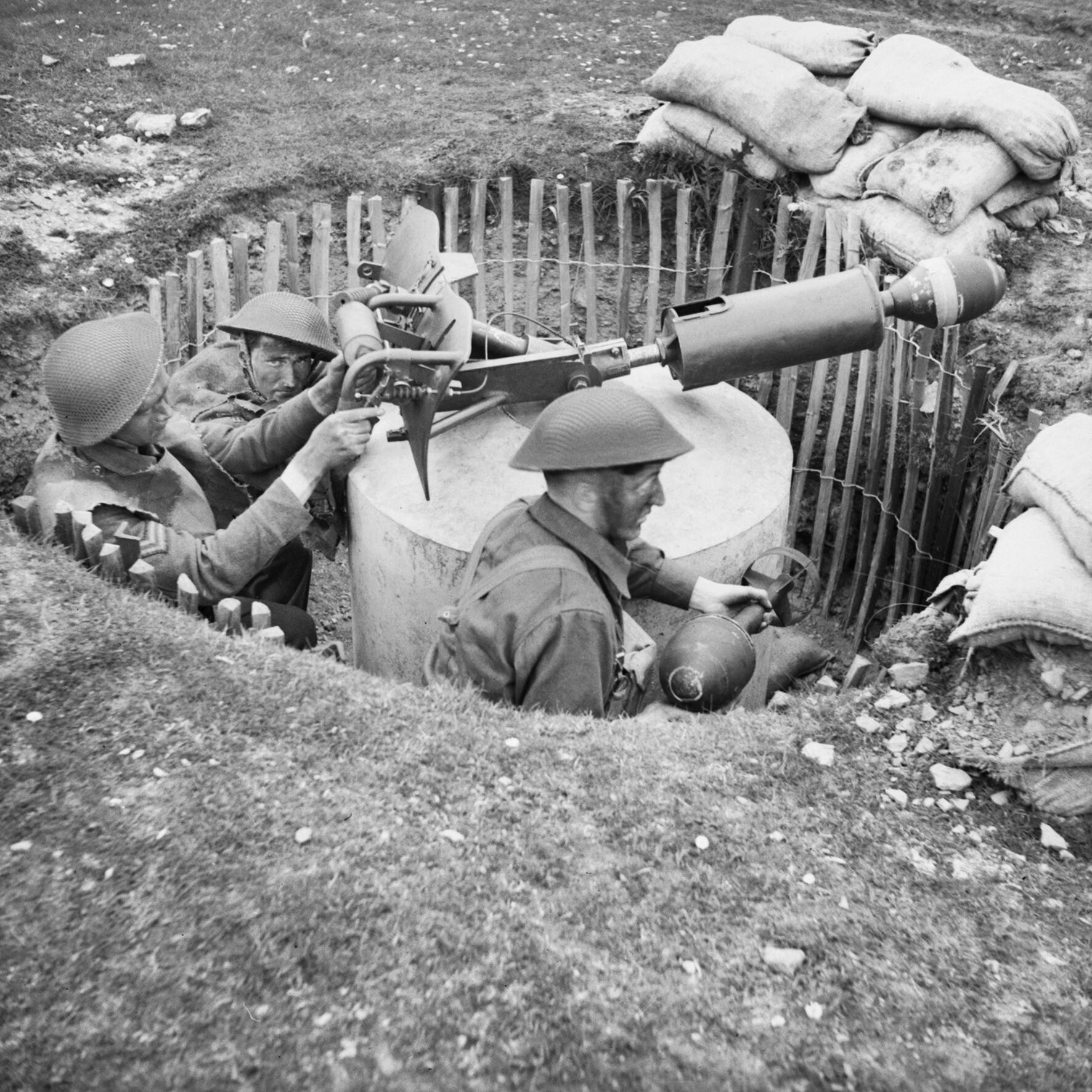
Soldados de la Home Guard entrenando con una bombarda montada sobre un afuste fijo de hormigón, mayo de 1943.

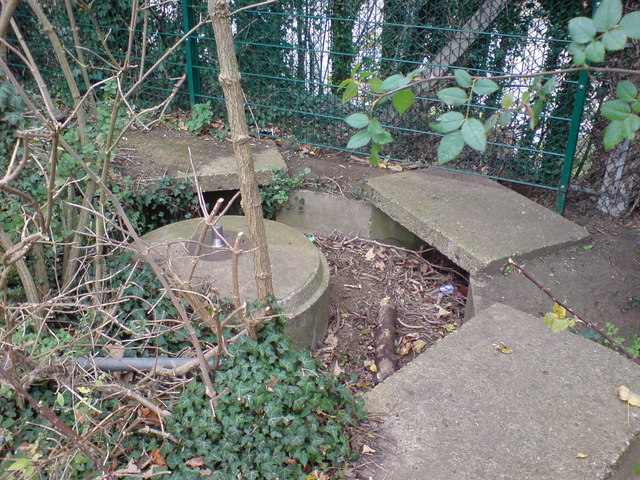
Emplazamiento de bombarda abandonado en Brompton, Kent (2007).

Las primeras bombardas aparecieron a fines de 1941, siendo suministradas tanto a las unidades regulares como a las de la Home Guard; en el Comando del Sur no se suministraron más bombardas después de julio de 1942. Para ese entonces, se habían producido y suministrado a las fuerzas de todo el país aproximadamente 22.000 bombardas Blacker. Para noviembre de 1941, ya se estaban extendiendo las preocupaciones sobre la idoneidad del arma y su impopularidad entre varias unidades; algunas de éstas intentaron cambiar sus bombardas por subfusiles Thompson o de plano rehusaron emplearlas. Sin embargo, Mackenzie cita el argumento del historiador del batallón de la Home Guard que vigiliaba el Ministerio de Alimentos, que afirma que el suministro de la bombarda Blacker significó que el gobierno tomaba en serio a la Home Guard. Mackenzie también argumenta que la bombarda Blacker tuvo un lado positivo, ya que dotó al personal desarmado de la Home Guard con un arma y fue un éxito de "relaciones públicas". Parece que una cantidad de bombardas Blacker entraron en combate con el Ejército británico, siendo empleadas como armas antipersona en la Campaña del Desierto Occidental, a pesar de que su uso pudo ser limitado debido a su peso. El diseño de la bombarda Blacker fue la base utilizada por la Royal Navy para desarrollar el arma antisubmarinos conocida como Erizo.
Se instalaron grandes cantidades de pedestales fijos de hormigón para las bombardas Blacker, de los cuales un gran número sobreviven en sus emplazamientos originales en muchos lugares del Reino Unido. El Defence of Britain Project, un registro de campo de fines de la década de 1990 sobre estructuras militares del siglo XX efectuado por el Consejo británico de arqueología, registró un total de 351 pedestales sobrevivientes.

## Usuarios
Entre los usuarios de la bombarda Blacker figuran:
- Reino Unido[1]
  -  Ejército británico[1]
  - Home Guard